# 2020 au Malawi
Cet article présente les faits marquants de l'année 2020 au Malawi.

## Évènements
- 4 février : la Cour constitutionnelle annule les résultats de la présidentielle de mai 2019 pour fraude électorale et ordonne la tenue d'un nouveau scrutin.
- 27 février : afin de lutter contre la pauvreté des populations rurales (le taux de pauvreté est de 88% en zone rurale au Malawi contre 18% en zone urbaine), le Parlement du Malawi légalise la culture du cannabis à usage médical et industriel[1].
- 23 juin : élection présidentielle au Malawi remportée par Lazarus Chakwera ;
- 3 novembre : les ministres des affaires étrangères israélien et Malawite annoncent que le Malawi va ouvrir une ambassade à Jérusalem, devenant le premier pays africain à établir une mission diplomatique à Jérusalem[2].